# Louis III de Mantoue
Pour les articles homonymes, voir Louis III.
Louis III Gonzague, en italien Ludovico II Gonzaga, est un noble et condottiere italien né le 5 juin 1412 à Mantoue et mort le 12 juin 1478 à Goito. Il est le deuxième marquis de Mantoue (région de Lombardie en Italie).

## Biographie
Louis, fils aîné de Jean-François de Mantoue et de Paola Malatesta, reçoit une éducation soignée auprès de Vittorino da Feltre. Dans son école, la Ca' Zoiosa, située entre la cathédrale et le palais du Capitaine, les élèves étudient les auteurs classiques et font des exercices physiques afin de devenir des hommes accomplis, à l'esprit sain dans un corps sain. Federico da Montefeltro, futur duc d'Urbino, est un de ses camarades de classe. Il a 32 ans lorsque son père meurt en 1444.
À l'instar de son père, Louis tergiverse longtemps quant aux alliances qu'il doit préserver. Avant d'être marquis de Mantoue, assurément sous l'influence de sa mère, une famille d'obédience guelfe, Louis se range aux côtés de Venise. Puis, en 1437, il se fait gibelin en entrant au service du duc de Milan, Philippe Marie Visconti. C'est la source d'une mésentente avec son père qui va jusqu'à le déshériter, jusqu'en 1440, année où son père se range également du côté milanais.
Une fois marquis de Mantoue, Louis maintient un savant équilibre de relations entre Milan et Venise, le duché de Mantoue étant situé entre le duché de Milan à l'ouest et la république de Venise à l'est. En 1445, il participe à la ligue contre Milan et pendant l'été 1446, devient capitaine général des troupes florentines avec 400 lances et 300 fantassins en temps de guerre, 300 lances et 200 fantassins en temps de paix. Les effectifs de ses condotte augmentent jusqu'en 1449, année où il est privé de sa principale ressource à la suite de la trêve signée entre Milan et Venise.
À partir de 1447, année de la mort de Philippe Marie Visconti, s'ouvre une période de controverses et de guerres au sujet de la succession du duché de Milan entre Sforza, Orléans et Naples, tandis que les Milanais eux-mêmes fondent la République ambrosienne qui voit Venise partir en guerre contre elle. Milan engage le condottiere Francesco Sforza (l'un des prétendants) pour la défendre.
Louis III reste relativement en dehors de ces conflits, à l'opposé de son frère Charles : celui-ci s'engage d'abord aux côtés de François Sforza dans la défense de Milan contre Venise, puis le quitte en restant « milanais » et en devenant « capitaine général du peuple » en octobre 1448, lorsque Sforza se rallie à Venise, et enfin le rejoint à nouveau, en septembre 1449, lorsque le gouvernement guelfe de Milan passe les gibelins par les armes.
En novembre 1449, il conclut une condotta avec le roi de Naples Alphonse d'Aragon et devient lieutenant général des troupes napolitaines en Lombardie pour la somme de 45 000 florins d'or. Il est alors un véritable prince-condottiere qui donne de sa personne.
Une ultime révolte populaire milanaise due à la famine et l'entrée triomphale (avec des vivres) du condottiere Sforza, en mars 1450, amènent l'avènement de François Ier Sforza, nouveau duc de Milan, et une paix précaire revient. Les Vénitiens cherchent cependant à détrôner Sforza parce qu'il n'a pas respecté le pacte de partage du duché de Milan d'octobre 1448, et se liguent avec le duc de Savoie Louis Ier, le marquis de Montferrat Jean IV et le roi des Deux-Siciles Alphonse V. Devant cette attitude menaçante, une coalition est créée entre Florence avec Cosme de Médicis, Milan avec le duc François Ier Sforza, Gênes avec le doge Pierre II de Campo Fregoso, et Mantoue avec le marquis Louis III. Dans une condotta signée en novembre 1450, ce dernier s'engage à intervenir personnellement en cas de guerre contre Venise. Respectant ce contrat, il participe à chaque campagne de Milan contre Venise de 1452 à 1454.
En 1453, survient un évènement majeur dans l'histoire de la Chrétienté qui fait l'effet d'une bombe au moins sur la péninsule italienne : la chute de Constantinople. Les États chrétiens doivent resserrer les rangs face aux Turcs qui ont désormais les mains libres en Méditerranée. La plus grande inquiétude est pour les Vénitiens dont la flotte de commerce se trouve confrontée aux vaisseaux turcs. Pour pouvoir faire front à cet ennemi commun, il va falloir que les États de l'Italie septentrionale mettent un terme aux querelles intestines et le pape en appelle à la paix. C'est l'objet de la paix de Lodi en 1454 mise en œuvre par le pape Nicolas V. Louis, qui est un des signataires, en sort déçu car il en espérait quelque agrandissement territorial ; en fait, cette paix consacre la prééminence des trois grands États du nord, Venise, Milan et Florence. Son grand bienfait est d'amener le calme dans toute la région.
De 1454 à 1478, Louis III conclut des pactes avec Milan qui portent sa provision à 36 000 ducats en temps de paix. Il doit se tenir avec ses hommes quatre mois par an au nord de Pesaro. En temps de guerre, il touche 82 000 ducats et doit combattre comme lieutenant général du duché de Milan. Après la mort de Francesco Sforza en 1466, il évite soigneusement tout service militaire actif en dehors de la Lombardie car il craint une attaque de Venise en son absence. La condotta n'est alors plus qu'un traité d'alliance qui souligne l'alignement diplomatique du marquisat de Mantoue sur Milan.
De mai 1459 à janvier 1460, le pape Pie II organise un Concile dans la ville de Mantoue, dans le but d'organiser une croisade contre les Turcs et reprendre Constantinople. Il échoue, mais Mantoue en sort grandie grâce à l'hospitalité que les Mantouans ont fait montre à l'égard des participants et le fils de Louis, Francesco, a droit à la pourpre cardinalice.
Il bénéficie d'une excellente réputation de condottiere et d'habile polititien. Si Mantoue demeure une petite ville, elle n'en est pas moins, sous son règne, prospère.
Des trois frères de Louis qui ont hérité des fiefs paternels, le benjamin, Gianlucido, est décédé sans descendance en 1448 et ses biens sont revenus à Louis ; le cadet, Charles de Sabbioneta, est décédé en 1456 et a légué ses biens à son fils Ugolotto ; le puîné, Alexandre de Castiglione, est décédé sans descendance mâle en 1466 et ses biens sont revenus à Louis. Le fils de Charles, Ugolotto, est décédé également et ses biens sont revenus à Louis qui se retrouve ainsi en possession de tout l'héritage de son père qu'il répartit entre trois de ses fils.

## Mécénat et urbanisme
Louis a marqué son époque, le Quattrocento comme un très important mécène : pendant son gouvernement, Mantoue devient un de plus importants centres artistiques de la Renaissance en Italie. Andrea Mantegna célèbre les fastes de la cour de Louis dans les fresques de La Chambre des Époux au Palais ducal et quantité d'autres œuvres qui le tiennent attaché à Mantoue pendant presque cinquante ans. Le mécénat et la commande artistiques sont des moyens d'affirmer sa réussite et de légitimer ses ambitions. Son activité de soldat lui est nécessaire tout au long de son règne pour financer ses dépenses fastueuses.
Il lance un ambitieux programme d'urbanisme destiné à moderniser sa ville. Les rues sont pavées, la loggia des marchands restaurée ainsi que la palais de Podestat. Leone Battista Alberti, venu à Mantoue dans la suite du pape, construit les églises Saint-André et Saint-Sébastien. Il reste peu à Mantoue et les chantiers sont placés sous la responsabilité du tailleur de pierre florentin Luca Fancelli.
Il veut aussi marquer les esprits hors de Mantoue et participe, avec d'autres mécènes, à la reconstruction de la prestigieuse basilique de la Santissima Annunziata de Florence en offrant 2 000 ducats.

## Descendance

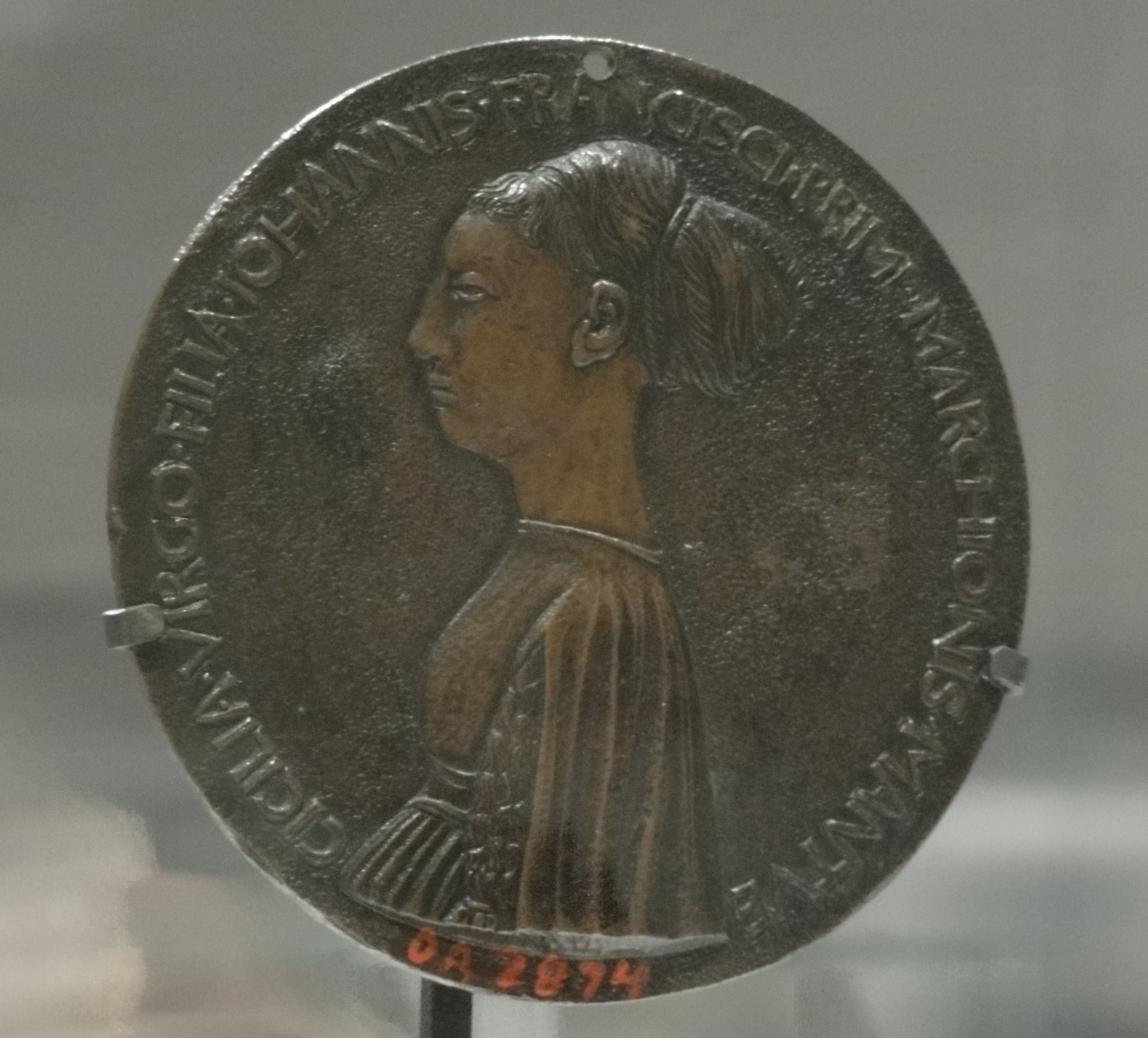
Médaille représentant Cecilia Gonzague, fille de Louis III, datée de 1447.

Comme prévu entre son père et l'empereur Sigismond Ier, Louis III se marie, en 1433, avec Barbara de Brandebourg, fille de Jean IV de Brandebourg-Kulmbach dit l'Alchimiste (fils de Frédéric Ier, prince-électeur de Brandebourg) et de Barbara de Saxe-Wittenberg. Ils ont onze enfants :
- Frédéric qui est le 3e marquis de Mantoue, titré Frédéric Ier ;
- Francesco (1444-1483) qui devient évêque de Bressanone et de Mantoue puis cardinal ;
- Jean-François qui hérite des seigneuries de Sabbioneta et de Bozzolo ;
- Cecilia (NC-1474) qui est nonne à Mantoue ;
- Susanna (1447-1481) qui est également nonne à Mantoue ;
- Dorothée (1449-1467) qui épouse en 1466 Galéas Marie Sforza, fils de François Ier Sforza et futur duc de Milan ;
- Rodolphe qui est seigneur des fiefs de Castiglione delle Stiviere, de Solférino, de Luzzara,Poviglio et Castel Goffredo ;
- Barbara (1455-1503) qui épouse Eberhard V, duc de Wurtemberg ;
- Lodovico (1458-1511) qui est évêque de Mantoue ;
- Paolina (1464-ca 1495) qui épouse, en 1476, Léonard, comte de Goritz ;
- Gabriella qui épouse Corrado Fogliano.

Louis III est décédé en 1478, à l'âge de 66 ans, à la suite d'une épidémie de peste qui décima plus de la moitié de la population mantouane.

## Galerie

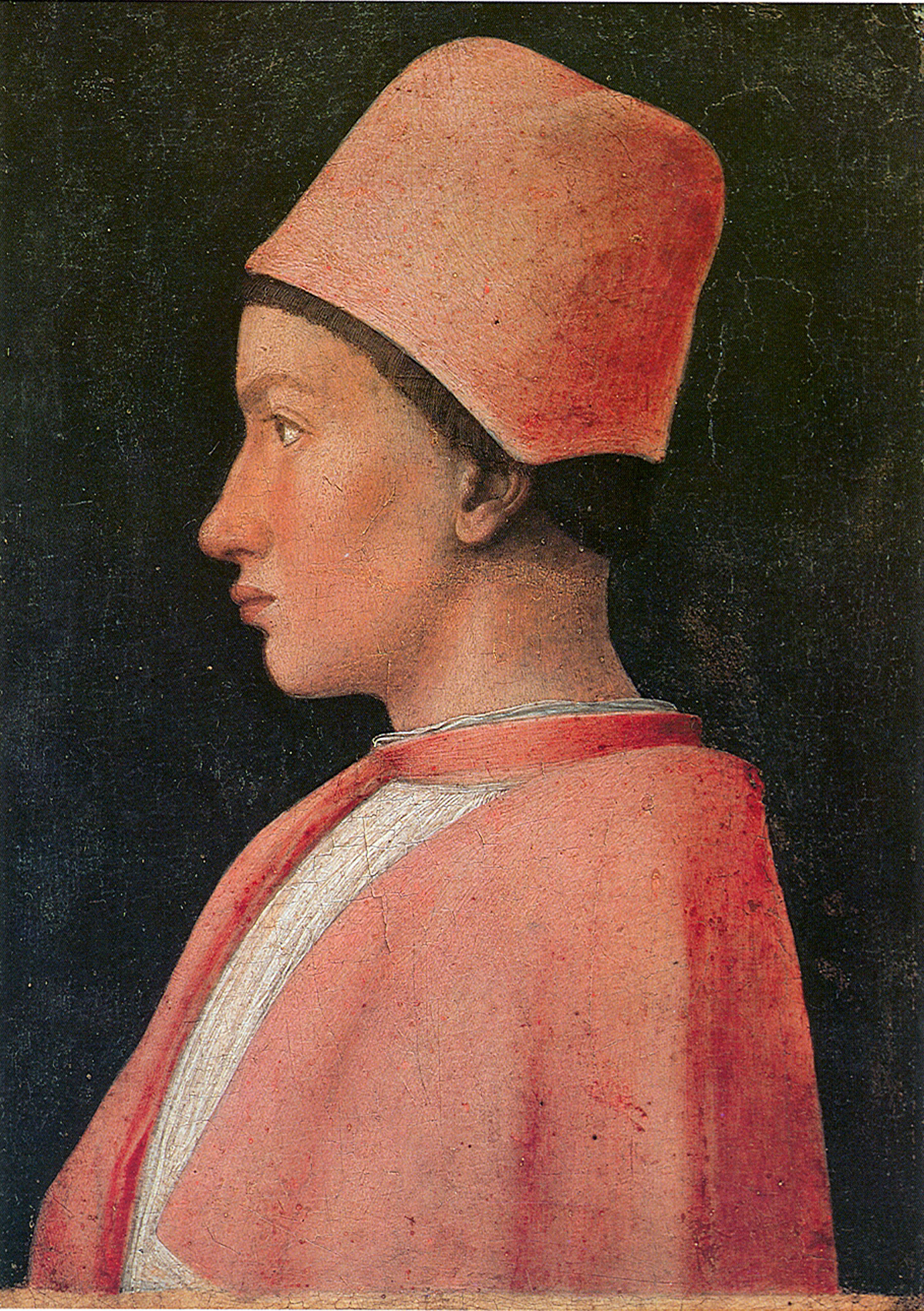
Francesco Gonzague, frère de Louis III, cardinal à l'âge de 16 ans Mantegna, tableau,1461
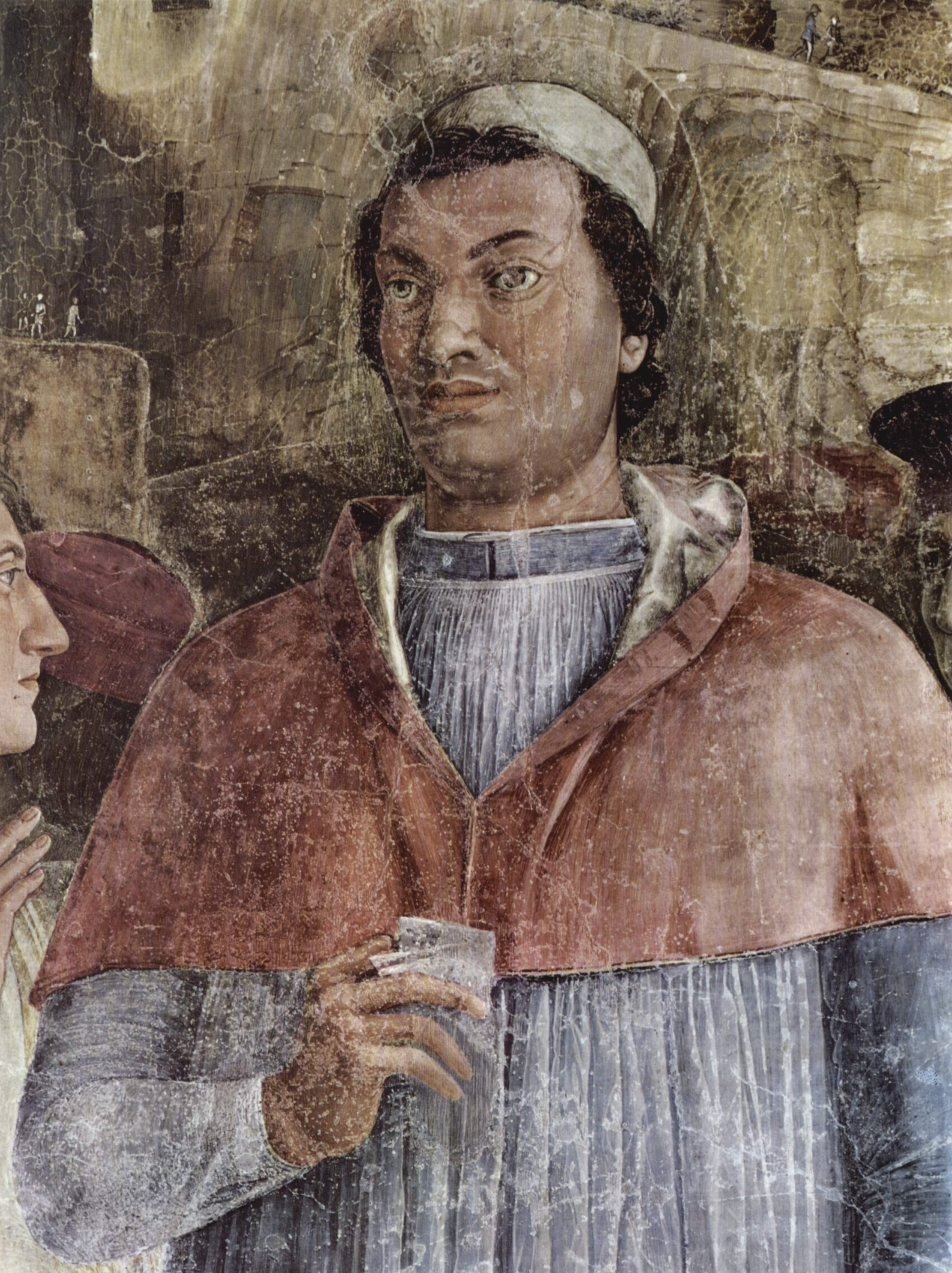
Le cardinal Francesco Gonzague vers 30 ans
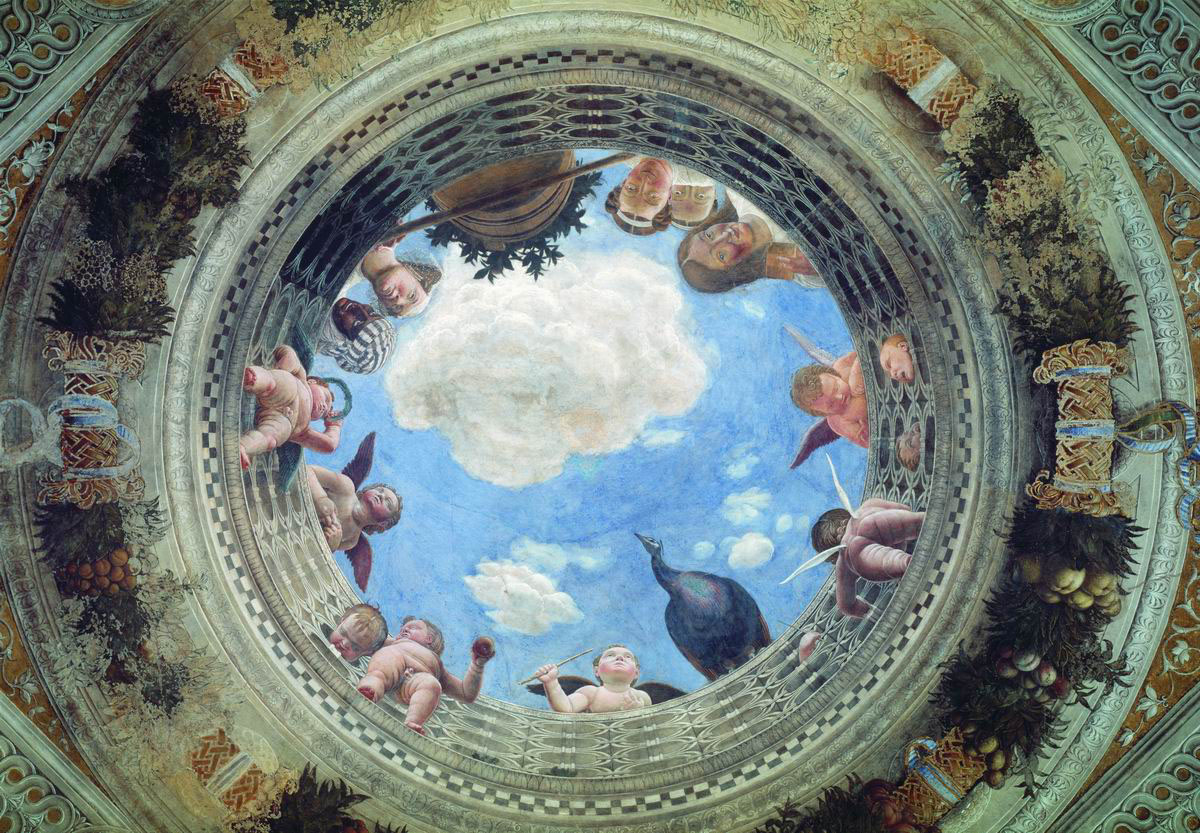
Fresque en trompe-l'œil du plafond Mantegna, Chambre des Époux, 1473

Mantegna, Chambre des Époux, 1474
- Fresque en trompe-l'œil du plafond

Mantegna, Chambre des Époux, 1473